# Brotogeris tirica
El periquito verde, catita tirica o perico rico (Brotogeris tirica) es una especie de ave psitaciforme de la familia Psittacidae que se distribuye en Brasil.
Su hábitat natural son los bosques tropicales de baja altitud, los bosques montanos y las zonas degradadas. Es común en las zonas urbanas de São Paulo y Curitiba en el sur de Brasil y en el departamento oriental del Beni al este de Bolivia. 
En estado natural, los periquitos verdes tienen una dieta muy variada, pudiendo consumir desde semillas, frutas y flores hasta pequeños insectos y larvas. Su esperanza de vida es de aproximadamente 15 años.
Afortunadamente, se reporta que el perico verde es una especie clasificada como de preocupación menor, sin embargo, la tala de árboles, la minería ilegal, la construcción de poblados, los incendios forestales y la captura para el tráfico ilegal como mascotas disminuyó su población en estado salvaje, haciendo que en un posible futuro, la UICN lo clasifique como especie en peligro de extinción. Se cuenta que hay actualmente entre 10.000 y 15.000 ejemplares en libertad.